# 웰링톤 시리누 프리오리
웰링톤 시리누 프리오리(1990년 2월 21일 ~ )는 웰링톤으로 불리는 브라질의 축구 선수이며, 포지션은 센터백과 수비형 미드필더를 소화한다. 현재 캄페오나투 브라질레이루 세리이 A 보타포구 FR에서 활약하고 있다.

## 축구인 경력

### 선수 경력
2014년 태국으로 이적해 아미 유나이티드에서 활약했다. 2015 시즌 종료 후 팀을 떠나 무앙통 유나이티드에서 입단 테스트를 보고 있던 2016년 1월, 태국 방콕 전지훈련 중이던 광주 FC와의 연습 경기에 출전하였고, 이 경기에서 남기일 감독의 눈에 들어 광주로 이적하였다.

## 그 외
브라질 상파울루 근교 과아라에서 태어났으며, 16살 때 아버지를 여의고 3남매 중 장남으로 가족을 이끌어 나갔다. 가족을 부양하기 위해 그는 그레미우 바루에리 클럽에서 웨이터와 주방 보조 등 근무로 수입을 벌었다.